# Quadi
I Quadi, popolo germanico di origine suebica, si trovavano al principio del I secolo a.C. nell'alta valle del fiume Meno in Germania.

## Storia

### Al tempo della dinastia Giulio-Claudia
In seguito alle campagne condotte dal figliastro di Ottaviano Augusto, Druso maggiore negli anni 10 e 9 a.C. migrarono, insieme agli affini Marcomanni in Moravia presso il fiume Morava.
Nel I secolo d.C., in seguito alla progettata campagna di Tiberio del 6 d.C.  diventarono popolo Cliente dei Romani, ed è forse per questo motivo che si spostarono ancora più ad est in Slovacchia come risulterebbe ai tempi di Tacito.
Il primo re conosciuto fu Vannio (19-50 d.C.), che fu re anche dei Marcomanni. Tacito racconta che Vannio fu cacciato dagli stessi Suebi, grazie anche all'aiuto del re degli Ermunduri, un certo Vibilio, e dei Lugi, e che l'imperatore Claudio preoccupato, pur rifiutando di intervenire direttamente in questa contesa, ordinò al governatore della Pannonia, un certo Sesto Palpellio Istro, “di disporre una legione con un corpo scelto di milizie ausiliarie sulla riva del Danubio” per proteggere i perdenti e dissuadere i barbari vittoriosi dalla tentazione di invadere la provincia.
Le forze di Vannio comprendevano truppe di cavalleria reclutate fra i Sarmati Iazigi. I figli della sorella di Vannio, ovvero Vangio e Sidone, si spartirono il grande regno dei Suebi (Quadi e Marcomanni), mantenendo verso Roma assoluta lealtà, mentre Vannio con le sue genti furono sistemati in Pannonia.

### Al tempo dei Flavi e di Traiano
Tacito narra della effettiva partecipazione di Sidone ed Italico (a capo di Quadi e Marcomanni) alla spedizione con cui Vespasiano conquistò il trono imperiale contro Vitellio, e loda la loro antica obbedienza verso Roma. Quale compenso alla loro alleanza i re suebi ricevettero da Vespasiano, non solo il loro riconoscimento ed appoggio politico-militare da parte di Roma, ma anche un aiuto in denaro ed armi.
Alla fine del (I secolo) (89-97 d.C.) furono aggrediti dall'imperatore Domiziano che non aveva gradito un loro mancato invio di truppe alleate contro i Daci di Decebalo. La guerra si protrasse per circa 10 anni dall'89 al 97 d.C. Il successo finale su questo popolo fu ottenuto dal futuro imperatore Traiano, che per questo risultato ottenne il titolo di Germanicus, il trionfo e l'adozione imperiale da parte di Nerva.
Le popolazioni suebe di Quadi e Marcomanni, tornate all'antica alleanza romana dal 97 (dai tempi dell'ultima fase della guerra suebo sarmatica di Domiziano), si risvegliarono attorno al 135, tanto da costringere l'imperatore Adriano, ad inviare lungo il fronte pannonico il suo erede designato, Elio Cesare, per combatterle nel corso di due campagne (degli anni 136-137), nelle quali sappiamo dalla Historia Augusta, che ottenne buoni successi contro le stesse, come dimostrerebbe la monetazione di quel periodo, costringendole a tornare all'antico stato di popolazioni "clienti".

### Al tempo degli Antonini e delle guerre marcomanniche (II secolo d.C.)
| Antonino Pio: Sesterzio                                                        | Antonino Pio: Sesterzio |
| ------------------------------------------------------------------------------ | --- |
|                                                                                | |
| ANTONINUS AUG PIUS PP TRP COS III, testa laureata verso destra con drappeggio; | REX QVADIS DATVS, Antonino Pio in piedi a sinistra, dona un diadema al re dei Quadi che gli sta di fronte a destra;S C in esergo. |
| 33 mm, 24.36 gr, 12 h, coniato nel 143                                         | |

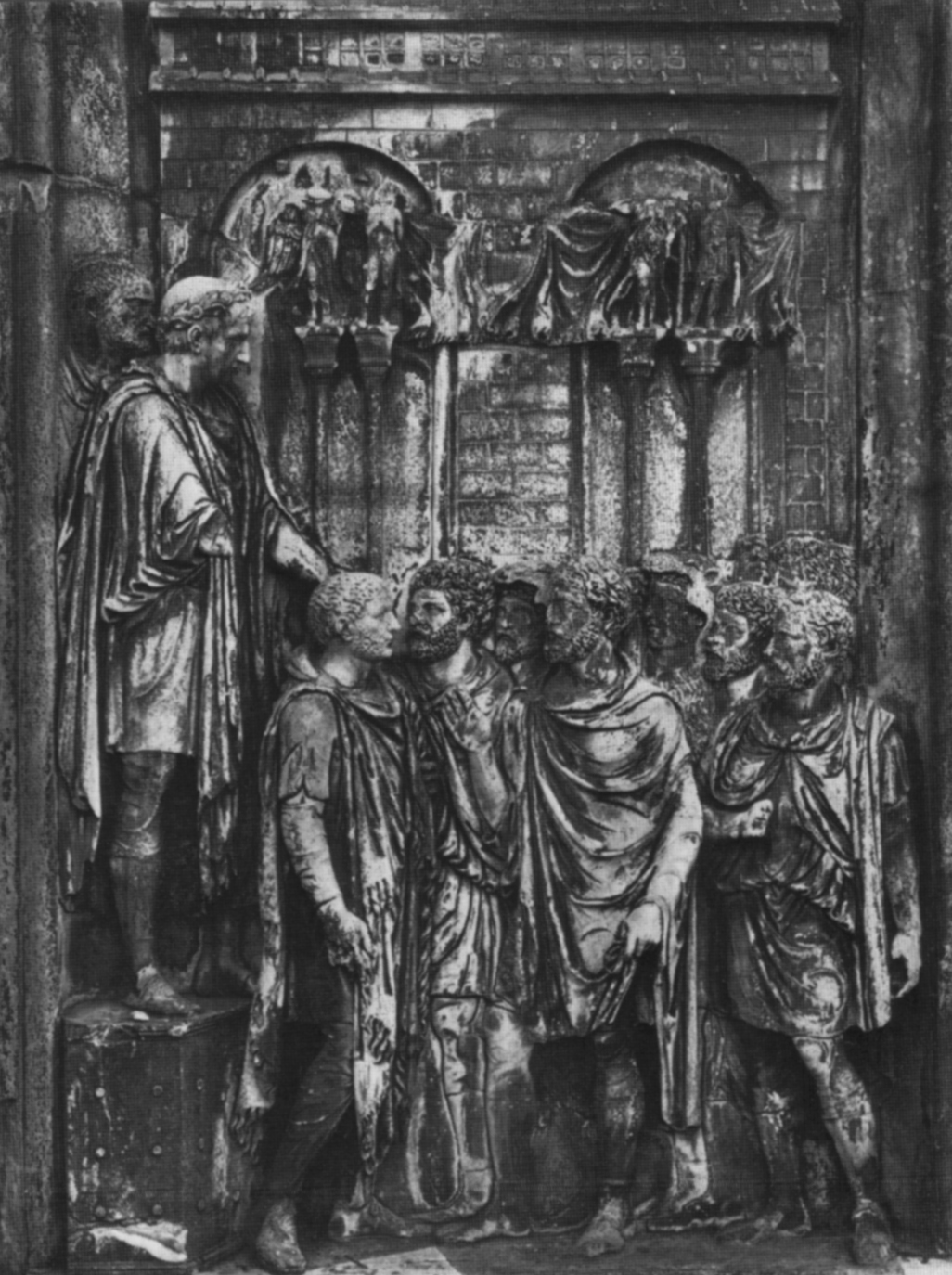
L'imperatore romano, Costantino I-Marco Aurelio, nomina re di uno stato "cliente" ed alleato di Roma, un barbaro a lui fedele (tra i Quadi), forse quel Furzio menzionato nelle guerre marcomanniche (arco di Costantino).

Antonino Pio pose sul trono del vicino popolo "cliente" dei Quadi, a nord della Pannonia superiore ed inferiore un nuovo re filo-romano, dopo una nuova serie di campagne militari condotte da un certo Tito Aterio Nepote, il quale ottenne gli ornamenta triumphalia per questi nuovi successi, tanto che attorno al 142, fu emessa una nuova moneta che celebrava "Rex Quadi datus".
Sul finire del II secolo d.C. furono tra i maggiori protagonisti delle invasioni effettuate, insieme ai Marcomanni e numerosi altri popoli, ai danni dell'Impero romano, durante il periodo chiamato delle "Guerre marcomanniche", tanto da giungere ad assediare Aquileia e distruggere Opitergium nel 170 d.C. sotto Marco Aurelio.
Sembra che sempre nel corso delle Guerre marcomanniche, il loro re, un certo Furtius, favorevole a Roma, poiché scelto per regnare sui Quadi dallo stesso Marco Aurelio pochi anni prima, fu sostituito con l'ostile Ariogeso nel 173 d.C. circa.
L'imperatore non poteva tollerare un gesto del genere e fu costretto a condurre una nuova campagna contro questo popolo. Ariogeso fu catturato dai Romani, ma non fu messo a morte grazie alla clemenza di Marco Aurelio. Al contrario fu mandato in esilio ad Alessandria d'Egitto l'anno seguente.

### Dal III secolo alla caduta dell'Impero romano d'occidente
L'imperatore Caracalla nel 214 fece giustiziare un loro re, un certo Gabiomarus, forse perché si era ribellato ai Romani, o più semplicemente perché non aveva inviato sufficienti armati ausiliari all'impero. L'obbiettivo era quello di mantenere invariati gli equilibri con le clientele lungo il Danubio.
Nella primavera del 357 la consueta coalizione tra Marcomanni e Quadi, cui si erano uniti anche i Sarmati iranici, tornò ad agitarsi sul Danubio, invadendo e saccheggiando Rezia, Pannonia e Mesia. Le razzie furono arginate da Costanzo II, che operò sia militarmente sia diplomaticamente, anche assegnando nuove aree d'insediamento ad alcune tribù della coalizione. Lo stesso Valentiniano I condusse nei loro territori una nuova spedizione punitiva, poiché ancora una volta si erano dimostrati ostili a Roma, oltrepassando il fiume Danubio come non avveniva da quasi due secoli (374). Tale episodio fu dovuto alla costruzione di una fortezza romana in territorio quadico e all'assassinio del re dei Quadi, Gabinio, da parte del dux Valeriae Marcelliano. Le incursioni dei Quadi travolsero le difese romane (due legioni subirono delle perdite) e persino Costanza, figlia di Costanzo II e promessa sposa di Graziano, si salvò per poco. Fu il dux Moesiae, il futuro imperatore Teodosio I, a fermare le incursioni barbariche con una vittoria. Valentiniano sconfisse il nemico durante la sua campagna nell'estate del 375.
Si ritiene che i Quadi siano stati assimilati in parte agli Alamanni ed ai Suebi, con i quali si stabilirono nella Spagna nordoccidentale formando il regno suebo di Galizia insieme ai Vandali ed agli Alani.

## Società

### Forme di governo
I Quadi, come i vicini Marcomanni, furono almeno a cavallo del I secolo a.C. e I secolo d.C. governati da re, percorrendo la linea dinastica di Tudro. In seguito, gli furono dati principi stranieri (come nel caso di Vannio al tempo di Tiberio), d'accordo con l'amministrazione imperiale romana, che ne pagava un tributo per mantenerne la loro alleanza e amicizia.